# خريص
خُرَيْص الحقباني(بضم الخاء وفتح الراء) هي هجرة ومركز إداري تابع لمحافظة الاحساء في المنطقة الشرقية سميت على الشيخ خريص بن مناع الحقباني من قبيلة الدواسر وتعد قبيلة الحقبان هم سكانها الأصليين وأهلها  [3].
تقع على الطريق الواصل بين مدينة الهفوف ومدينة الرياض. تبعد عن الهفوف 160 كيلومترا وعن الرياض 150 كيلومترا. فيها بعض حقول البترول.